# Mitsubishi Aircraft Corporation

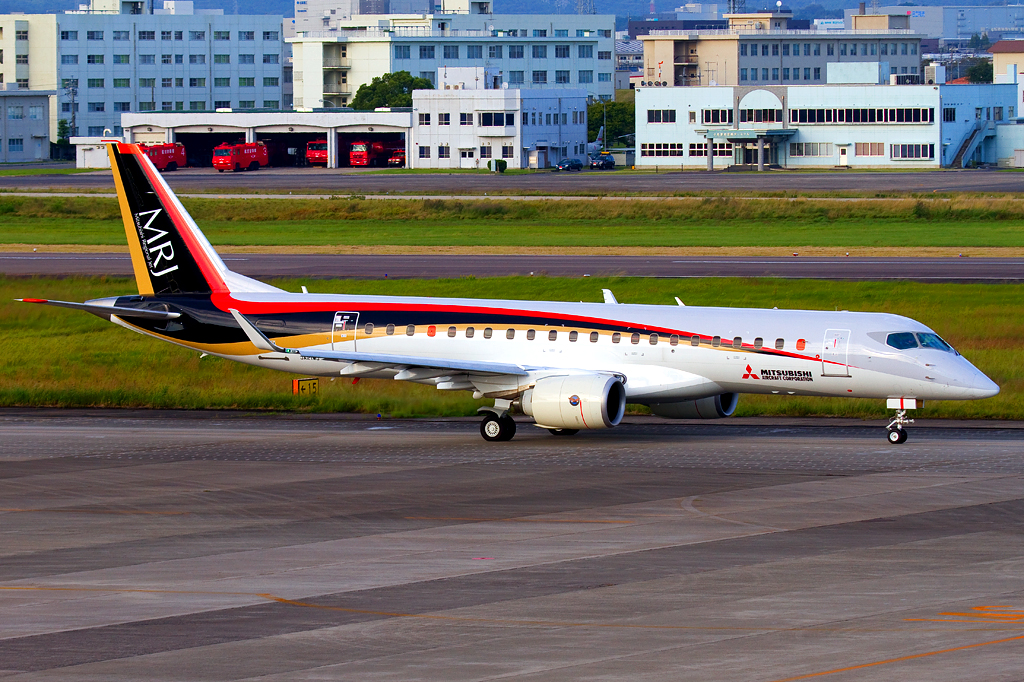
Premier prototype du Mitsubishi Regional Jet (MRJ) à l'aérodrome de Nagoya à Komaki (2015).

Mitsubishi Aircraft Corporation (三菱航空機株式会社, Mitsubishi Kōkūki Kabushiki-gaisha) est une société japonaise dédiée au développement, à la production, aux ventes et au soutien des avions de ligne Mitsubishi SpaceJet nommée originellement Mitsubishi Regional Jet. La fabrication de l'avion est réalisée par la société mère Mitsubishi Heavy Industries (MHI).

## Histoire
L'entreprise a été créée le 1er avril 2008. MHI contrôle la société avec une participation de 64 %. Toyota Motor Corporation et Mitsubishi Corporation détiennent chacune 10 % des actions. Les autres actionnaires sont Sumitomo Corporation et Mitsui & Co. 
Le siège de MAC est situé à l'aérodrome de Nagoya, à Komaki, dans la préfecture d'Aichi, à proximité des installations de production de MRJ. Elle dispose de bureaux régionaux à Nagoya et à Tokyo, qui partagent les mêmes locaux que les bureaux de MHI. MAC a des filiales à l'étranger basées à Amsterdam aux Pays-Bas et à Plano, au Texas.
Le PDG, Teruaki Kawai, a indiqué que la société ne produirait pas d'avions plus gros que le MRJ, MHI étant un fournisseur important de Boeing (notamment dans la fabrication des ailes du Boeing 787), et le groupe n'ayant généralement pas la capacité de rivaliser avec Airbus et Boeing.
En 2019, la société a annoncé l'ouverture du Centre montréalais SpaceJet, à Boisbriand, au Québec. Le centre de développement viendra soutenir la conception et la certification du SpaceJet, jet régional de Mitsubishi.

## Produits
- Mitsubishi SpaceJet (anciennement Mitsubishi MRJ) : projet abandonné officiellement le 7 février 2023.